# Успение Богородично (Церие)
Вижте пояснителната страница за други значения на Успение Богородично.
„Успение на Пресвета Богородица“ (на албански: Kisha e Shën Mërisë) е православна църква в малопреспанското село Церие, Албания.

## История
Строежът на църквата започва веднага след освобождението от османска власт в 1912 година. Строителите са майстори от леринското село Бел камен. Църквата е осветена на 1 април 1919 година с голям събор, на който присъстват жители на Орово, Граждено, Нивици, Ръмби, Герман. Дълги години в църквата служи Йован (Йонче) Сотир от Поградец. В 1968 година, когато религията в Албания е забранена, всички икони от храма са отнесени в Музея за средновековно изкуство в Корча. Църквата е превърната в културен дом. В 1991 година сградата е възстановена като православен храм.